# Стефан Константин
Константин Немањић је био српски принц из династије Немањића, син и наследник краља Милутина (1253—1321). Био је један од краљева Србије у време грађанског рата крајем 1321. и почетком 1322. године.
Рођен је крајем 13. века. Идентитет његове мајке није познат. Постао је очев кандидат за наследника престола после 1317. године. Након Милутинове смрти, између Стефана Константина и његовог брата Стефана Уроша III трајао је рат око престола који је завршен Константиновом погибијом. Сахрањен је у очевој задужбини, манастиру Светог Стефана у Бањској.

## Биографија

### Историјски извори
Заступљеност млађег Милутиновог сина у историјским изворима повезана је са сукобом око српског престола који у Србији траје током прве четвртине 14. века. Будући да се 1299. године, женидбом са Симонидом, Милутин одрекао Дежевског споразума по коме је након његове смрти рашки престо требало да наследи Драгутинов син Владислав, у Србији избија грађански рат. Одредба о наследнику донета по завршетку овог рата није позната, али је Милутин након братовљеве смрти 1316. године одстранио Владислава и овладао Сремском земљом. Након Милутинове смрти, Стефан Дечански преузима престо. Константин му је оспорио владарска права због чега избија грађански рат. Будући да је одмах на почетку рата Данило, тада хумски епископ, заузео страну Стефана Дечанског, није необична чињеница да о Константину нема ни помена у "Животима краљева и архиепископа српских", најзначајнијем историјском наративном извору за овај период српске историје. Константина не помињу ни Данилови ученици и настављачи. Податке о Константину налазимо најпре код Гијома Адама, барског надбискупа који је 1332. године написао "Упутство за прекоморско путовање". У настојању да да негативну слику о Стефану Дечанском, Гијом Адам брани Константинове претензије и представља га као мученика који је умро трагичном смрћу. Податке о Константину даје нам и други Стефанов биограф, Григорије Цамблак. Пишући своје дело почетком 15. века, када династија Немањића није била на владарском трону, Цамблак је био ослобођен притиска да прикрива истините догађаје.
Константин се помиње у неколико српских родослова: Копорињски, Студенички, Цетињски, Врхобрезнички, Сенички. Поред писаних, успомена на Константина сачувана је и у материјалним изворима. Његово име помиње се на олтару који је Милутин 1319. године поклонио цркви Светог Николе у Барију. Такође, његов портрет налази се на фрескама Лозе Немањића у Грачаници и Пећкој патријаршији, док га у Дечанима нема. Податке о Константину прва је прикупила Марица Ђукић-Маловић, док му је Дејан Јечменица посветио једно поглавље своје књиге која се бави о "Немањићима другог реда".

### Година рођења
Година рођења Константина није позната. Такође није познат ни идентитет његове мајке, будући да је проблем редоследа Милутинових жена један од најтежих у проучавању српског средњег века. На Грачаници је Константин приказан као младић од двадесетак година, што значи да је могао бити рођен у последњим година 13. века. Како је Милутин тада био у вези са мађарском принцезом Јелисаветом, али и Аном Тертер, поуздан одговор није могуће дати. Треба напоменути и то да је Ана Тертер у време удаје за Милутина 1284. године имала свега пет година.

### Константин током очеве владавине
Први поуздан податак о Константину потиче из 1319. године, када га је отац Милутин поменуо на олтару кога је поклонио цркви Светог Николе у Барију. Константин се овде помиње као очев наследник. Будући да је његов брат Стефан одстрањен из Србије 1314. године, након неуспешне побуне против оца, а до 1319. године су као кандидати за Милутинове наследнике отпали и синови византијске царице Ирине (Димитрије и Теодор), као и Драгутинов син Владислав, Константин је морао бити одређен за наследника у периоду између 1317. и 1319. године. У Грачаници је Константин приказан чак два пута. На фресци Лозе Немањића приказан је поред своје сестре Царицом, са десне стране оца. Такође је приказан и на фресци са оцем Милутином, краљицом Јеленом и краљем Урошем (у монашким одорама). На сребрном новцу пронађеном у Скадру налази се натпис "Dominus rex Constantinus" на аверсу и "Sanctus Stefanus Scutari" на реверсу. У науци су подељена мишљења да ли се новац треба приписати Милутиновом сину Константину или Константину Балшићу. Уколико је новац ковао Милутинов син, онда би се могло извести и да је управљао Зетом након пада брата Стефана 1314. године. У Зети се од 1318. до 1321. године помиње кефалија Илија, син ставиоца Ђураша, са титулом кефалије. Константин Јиричек је сматрао да је новац кован од Милутиновог сина Константина, јер је он био краљ у Зети, а не од Константина Балшића, који није био краљ. По њему, старији истраживачи су по том питању имали исправан став, а новији погрешан, који су новац приписивали Балшићу.
Константин је током очеве владавине обављао дипломатске мисије. У време очеве смрти Константин је боравио у Цариграду, где је најмио војску за борбу против Угара, о чему податке даје "Пејатовићев родослов".

### Избијање грађанског рата
Пред крај очева живота, Стефан се након седмогодишњег егзила вратио у Србију. Милутин му је дао на управу област Будимљу, али нема сумње да је наследник ипак остао Константин. Неки од кључних личности који су утицали на Милутина да дозволи Стефану повратак у Србију били су тадашњи архиепископ Никодим и хумски епископ Данило. Милутин је на двору задржао Стефановог сина Душана. Данило прикрива Милутинову последњу вољу пишући да је непосредно пред смрт остарели краљ остао без моћи говора. Самим тим он није могао јасно одредити наследника престола. Цамблак сведочи о притисцима који су током Милутинове болести вршени на Стефана да поново покуша да се побуни против оца, а на које овога пута млади Немањић није подлегао. Милутинова болест трајала је неко време које је Стефан искористио да припреми свој долазак на власт.
Константин се у тренутку очеве смрти налазио у Цариграду. Сведочанство о томе даје нам Пејатовићев родослов, али поједине алузије налазимо и код Јована Кантакузина. Данило и његови настављачи прикривају немире око престола до којих је дошло након Милутинове смрти. Потребне податке о грађанском рату налазимо код Цамблака и Гијома Адама. Одмах по Милутиновој смрти (29. октобар 1321), Стефан је прогласио да је прогледао Божјим чудом. Међутим, он је по писању Григорија Цамблака прогледао још у Цариграду, а за његово оздрављење знао је византијски цар Андроник II. Очигледно је византијски двор са симпатијама гледао на долазак Стефана на краљевски престо, будући да је Милутинов старији син у Цариграду био у добрим односима са Андроником. Византијско-српска сарадња и слога приметна је у почетним годинама владавине Стефана Дечанског. Убрзо по доласку на власт, Стефан ће раскинути свој брак са Теодором и оженити се Маријом, Андрониковом синовицом, ћерком панхиперсеваста Јована Палеолога.

### Грађански рат између Стефана и Константина
Након што је објавио да му се повратио вид, на Стефанову страну прешле су бројне присталице, док је поједине привукао и поклонима и обећањима (по сведочењу Гијома Адама). У својим поступцима имао је потпуну подршку цркве. Григорије Цамблак пише да се Константин дигао против брата "јер не приличи слепоме човеку да влада". Са друге стране, Константин је могао рачунати на помоћ најамничке војске коју је по очевом наређењу најмио у Цариграду. Стефан је брату понудио "друго достојанство царства", односно савладарство, на шта Константин није пристао. На Богојављење 6. јануара 1322. године Стефан је од стране Никодима крунисан за краља. До одсудне битке дошло је на пролеће исте године.
Поједине податке о последњој бици добијамо из Пејатовићевог родослова. Она је вођена код Звечана, на Дмитровачком пољу. Сви историјски извори слажу се да је Константин потпуно потучен од стране Стефанове војске. Такође, Константин није преживео битку код Звечана. Историјски извори се, међутим, разилазе по питању на који начин је Константин погинуо. Пејатовићев родослов и Григорије Цамблак сведоче да је Константин изгубио живот на бојном пољу. Гијом Адам даје другачију визију Константинове смрти: „Он га даде оптужити на једном комаду дрвета, па му клинцима проби мишице и бутине, па га онда расече на две половине, по средини. Ето какав је овај змијски род, који просипа и шири пиће тако отровано“. Гијома Адама преписује и Мавро Орбин. Дејан Јечменица сматра да у овом случају поверење треба поклонити Цамблаку и Пејатовићевом родослову. Гијом Адам је измислио причу како би оставио јачи утисак на француског краља Филипа VI коме је "Упутство" било намењено, а сцена егзекуције над Константином подсећа на библијску причу о страдању Исуса Христа. Тако је први пут још од времена Немањиног брата Тихомира један Немањић страдао на бојном пољу

### Сахрана
Стари српски родослови бележе да је Константин сахрањен у Звечану. Археолошка ископавања у цркви Светог Ђорђа у Звечанима не потврђују такве вести, јер нису пронађени трагови било каквог сахрањивања. Манастир Светог Стефана у Бањској налазио се на свега 10 км од Звечана, те тамо треба тражити гробницу Константина Немањића. Била је то задужбина и гробна црква његовог оца, краља Милутина. Четири родослова помињу и "свете мошти" Константина Немањића, што наговештава да је млађи Милутинов син проглашен за свеца. У новијој историографији Константину се приписује поседовање прстена пронађеног у Бањској, за кога се до скора веровало да је припадало Теодори, првој супрузи Стефана Дечанског и мајци цара Душана.

## Породично стабло
|  |                        |  |  |  |  |  |  |  |  |  |  |  |  |  |  |  |
|  | Стефан Немања          |  |  |  |  |  |  |  |  |  |  |  |  |  |  |  |
|  |                        |  |  |  |  |  |  |  |  |  |  |  |  |  |  |  |
|  |                        |  |  |  |  |  |  |  |  |  |  |  |  |  |  |  |
|  | Стефан Првовенчани     |  |  |  |  |  |  |  |  |  |  |  |  |  |  |  |
|  |                        |  |  |  |  |  |  |  |  |  |  |  |  |  |  |  |
|  |                        |  |  |  |  |  |  |  |  |  |  |  |  |  |  |  |
|  | Ана Немањић            |  |  |  |  |  |  |  |  |  |  |  |  |  |  |  |
|  |                        |  |  |  |  |  |  |  |  |  |  |  |  |  |  |  |
|  |                        |  |  |  |  |  |  |  |  |  |  |  |  |  |  |  |
|  | Урош I Немањић         |  |  |  |  |  |  |  |  |  |  |  |  |  |  |  |
|  |                        |  |  |  |  |  |  |  |  |  |  |  |  |  |  |  |
|  |                        |  |  |  |  |  |  |  |  |  |  |  |  |  |  |  |
|  | Ранијеро Дандоло       |  |  |  |  |  |  |  |  |  |  |  |  |  |  |  |
|  |                        |  |  |  |  |  |  |  |  |  |  |  |  |  |  |  |
|  |                        |  |  |  |  |  |  |  |  |  |  |  |  |  |  |  |
|  | Ана Дандоло            |  |  |  |  |  |  |  |  |  |  |  |  |  |  |  |
|  |                        |  |  |  |  |  |  |  |  |  |  |  |  |  |  |  |
|  |                        |  |  |  |  |  |  |  |  |  |  |  |  |  |  |  |
|  | Стефан Урош II Милутин |  |  |  |  |  |  |  |  |  |  |  |  |  |  |  |
|  |                        |  |  |  |  |  |  |  |  |  |  |  |  |  |  |  |
|  |                        |  |  |  |  |  |  |  |  |  |  |  |  |  |  |  |
|  | Исак II Анђел          |  |  |  |  |  |  |  |  |  |  |  |  |  |  |  |
|  |                        |  |  |  |  |  |  |  |  |  |  |  |  |  |  |  |
|  |                        |  |  |  |  |  |  |  |  |  |  |  |  |  |  |  |
|  | Јован Анђел од Срема   |  |  |  |  |  |  |  |  |  |  |  |  |  |  |  |
|  |                        |  |  |  |  |  |  |  |  |  |  |  |  |  |  |  |
|  |                        |  |  |  |  |  |  |  |  |  |  |  |  |  |  |  |
|  | Маргарета Угарска      |  |  |  |  |  |  |  |  |  |  |  |  |  |  |  |
|  |                        |  |  |  |  |  |  |  |  |  |  |  |  |  |  |  |
|  |                        |  |  |  |  |  |  |  |  |  |  |  |  |  |  |  |
|  | Јелена Анжујска        |  |  |  |  |  |  |  |  |  |  |  |  |  |  |  |
|  |                        |  |  |  |  |  |  |  |  |  |  |  |  |  |  |  |
|  |                        |  |  |  |  |  |  |  |  |  |  |  |  |  |  |  |
|  | Раул III од Исудена    |  |  |  |  |  |  |  |  |  |  |  |  |  |  |  |
|  |                        |  |  |  |  |  |  |  |  |  |  |  |  |  |  |  |
|  |                        |  |  |  |  |  |  |  |  |  |  |  |  |  |  |  |
|  | Матилда од Пожеге      |  |  |  |  |  |  |  |  |  |  |  |  |  |  |  |
|  |                        |  |  |  |  |  |  |  |  |  |  |  |  |  |  |  |
|  |                        |  |  |  |  |  |  |  |  |  |  |  |  |  |  |  |
|  | Маргарета од Куртенеа  |  |  |  |  |  |  |  |  |  |  |  |  |  |  |  |
|  |                        |  |  |  |  |  |  |  |  |  |  |  |  |  |  |  |
|  |                        |  |  |  |  |  |  |  |  |  |  |  |  |  |  |  |
|  | Константин Немањић     |  |  |  |  |  |  |  |  |  |  |  |  |  |  |  |
|  |                        |  |  |  |  |  |  |  |  |  |  |  |  |  |  |  |
|  |                        |  |  |  |  |  |  |  |  |  |  |  |  |  |  |  |

## Извори и литература
Извори
- Даничић, Ђура, ур. (1866). Животи краљева и архиепископа српских, написао архиепископ Данило и други. Загреб: Штампарија Светозара Галца.
- Мак Данијел, Гордон, ур. (1989). Данилови настављачи: Данилов Ученик, други настављачи Даниловог зборника (PDF). Београд: Просвета; Српска књижевна задруга. Архивирано из оригинала 30. 01. 2025. г. Приступљено 09. 02. 2025.
- Мак Данијел, Гордон; Петровић, Дамњан, ур. (1988). Данило Други: Животи краљева и архиепископа српских: Службе (PDF). Београд: Просвета; Српска књижевна задруга. Архивирано из оригинала 20. 01. 2025. г. Приступљено 09. 02. 2025.
- Мирковић, Лазар; Радојчић, Никола, ур. (1935). Архиепископ Данило: Животи краљева и архиепископа српских (PDF). Београд: Српска књижевна задруга. Архивирано из оригинала 30. 01. 2025. г. Приступљено 09. 02. 2025.

Литература
- Богдановић, Димитрије: Историја старе српске књижевности, Београд, СКЗ, 1980.
- Живковић, Војислав (2021). Српски краљеви Драгутин и Милутин: Проблем наслеђа српског престола крајем 13. и почетком 14. века. Ниш: Центар за црквене студије.
- Јечменица, Дејан (2018). Немањићи другог реда. Београд: Филозофски факултет.
- Дејан Михаиловић: Византијски круг (Мали речник ранохришћанске књижевности на грчком, византијске и старе српске књижевности), Београд, „Завод за уџбенике“, 2009, стр. 57.
- Буркард и Бертрандон де ла Брокијер о Балканском полуострву 14. и 15. века, приредио Стојан Новаковић, Годишњица Николе Чупића, књига 14, 1894. 1-66.
- Књижевни рад у Србији, Григорије Цамблак, Београд: Просвета, 1989.
- Краљевство Славена, Мавро Орбин, приредио: Фрањо Шањек, превела: Сњежана Хусић, Загреб: Народне новине, 1999.
- Маловић-Ђукић, Марица. „Константин – син краља Милутина“. Историјски записи 38, 3-4, 1985. 69-75
- Марјановић-Душанић, Смиља (1997). Владарска идеологија Немањића: Дипломатичка студија. Београд: Српска књижевна задруга.
- Марјановић-Душанић, Смиља (2007). Свети краљ: Култ Стефана Дечанског. Београд: Балканолошки институт.
- Миљковић, Бојан. „Немањићи и Свети Никола у Барију“. ЗРВИ 44, Византолошки институт САНУ, 2007. 275-295.
- Узелац, Александар. Под сенком пса; Татари и јужнословенске земље у другој половини 13. века. Београд: Утопија, 2015.
- Логос, Александар А. (2017). Историја Срба I. Београд. ISBN 978-86-85117-37-4.